# Cacodemonius segmentidentatus
Cacodemonius segmentidentatus es una especie de arácnido del orden Pseudoscorpionida de la familia Withiidae.

## Distribución geográfica
Se encuentra en Venezuela y Paraguay.